# Ernesto Ocampo Alcázar
Ernesto Ocampo Alcázar (n. México, D. F.; 15 de noviembre de 1976), periodista deportivo e historiador mexicano, especializado en la lucha libre profesional. Sus textos son notables por un estilo en el que involucra sus conocimientos en campos como la literatura, la política y la sociedad. Desde el 2003 es Director Editorial, Editor en Jefe, Redactor y Diseñador de la revista Super Luchas, en donde fue colaborador desde 1998 y fue miembro fundador y columnista de la Revista Luchas 2000 desde el año 2000 hasta 2003.
En 2001, fundó al lado de Manuel Flores la empresa de lucha libre X-LAW (Xtreme Latin American Wrestling), la primera empresa de lucha libre estilo extremo en México.
Super Luchas se ha consolidado como una de las revistas especializadas en Lucha Libre Profesional, más reconocidas del mundo, contando con reconocimiento directo por parte de las principales promociones, incluyendo a las cinco más grandes del mundo por número de aficionados: WWE, AEW, TNA, NJPW y CMLL.
Actualmente, es Director Editorial de la página de internet superluchas.com.